# Staatsstraße 18 (Finnland)

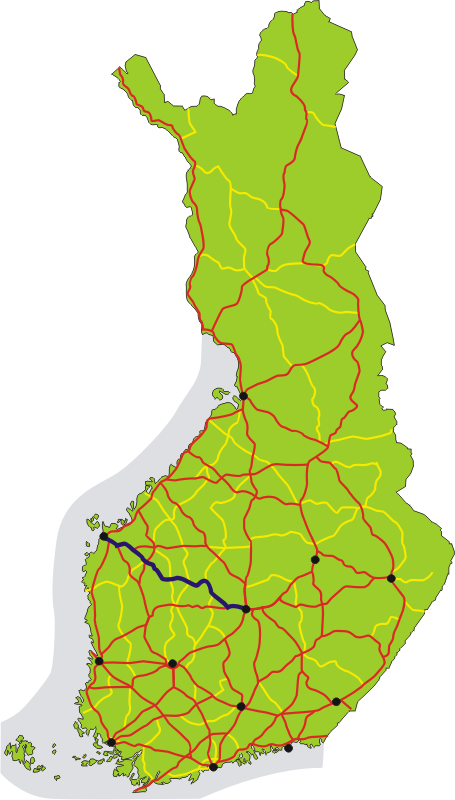
Verlauf der Staatsstraße 18

Die finnische Staatsstraße 18 (finn. Valtatie 18, schwed. Riksväg 18) führt von Vaasa nach Jyväskylä. Die Straße ist 271 Kilometer lang.

## Streckenverlauf

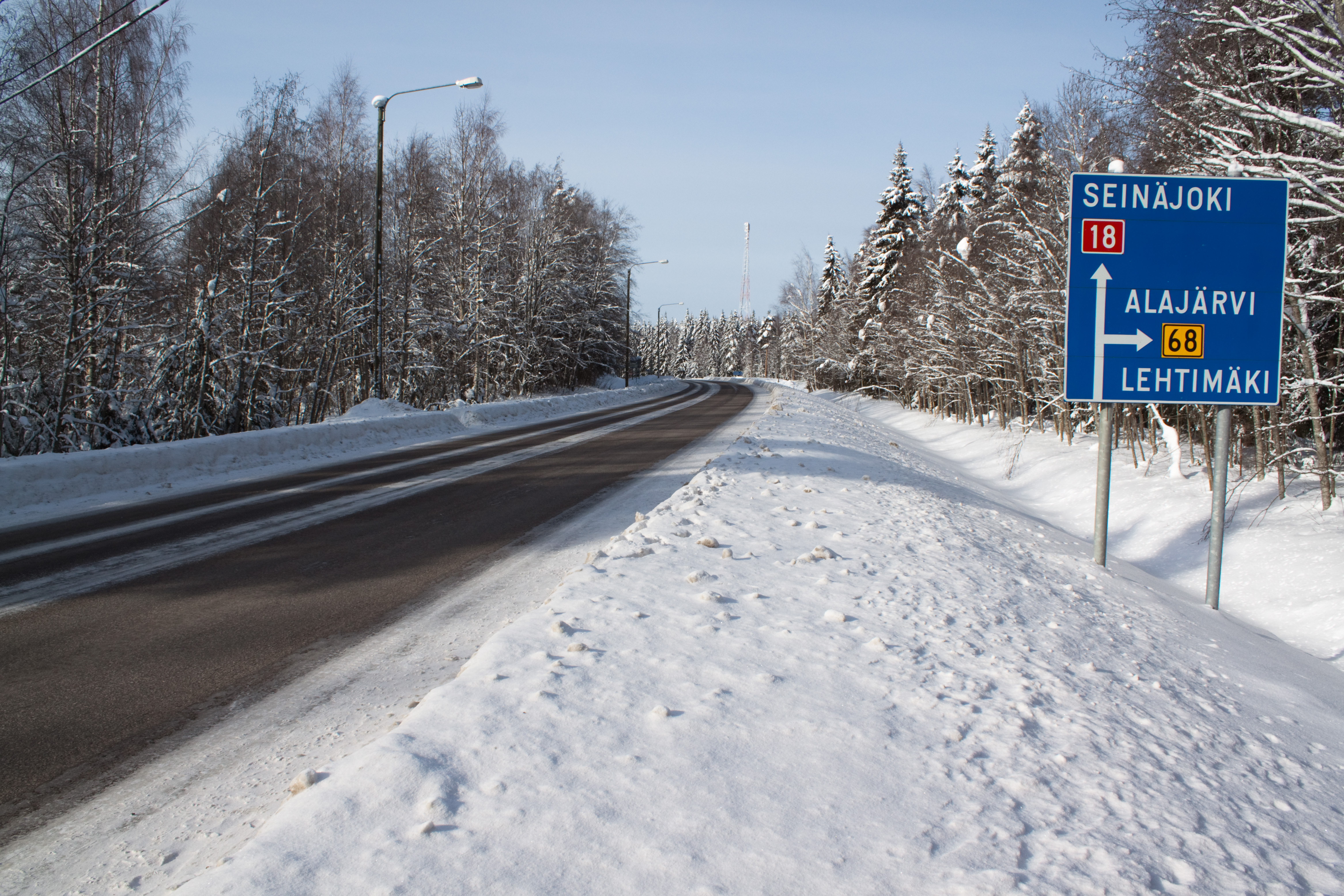
Wegweiser an der Straße in Ähtäri

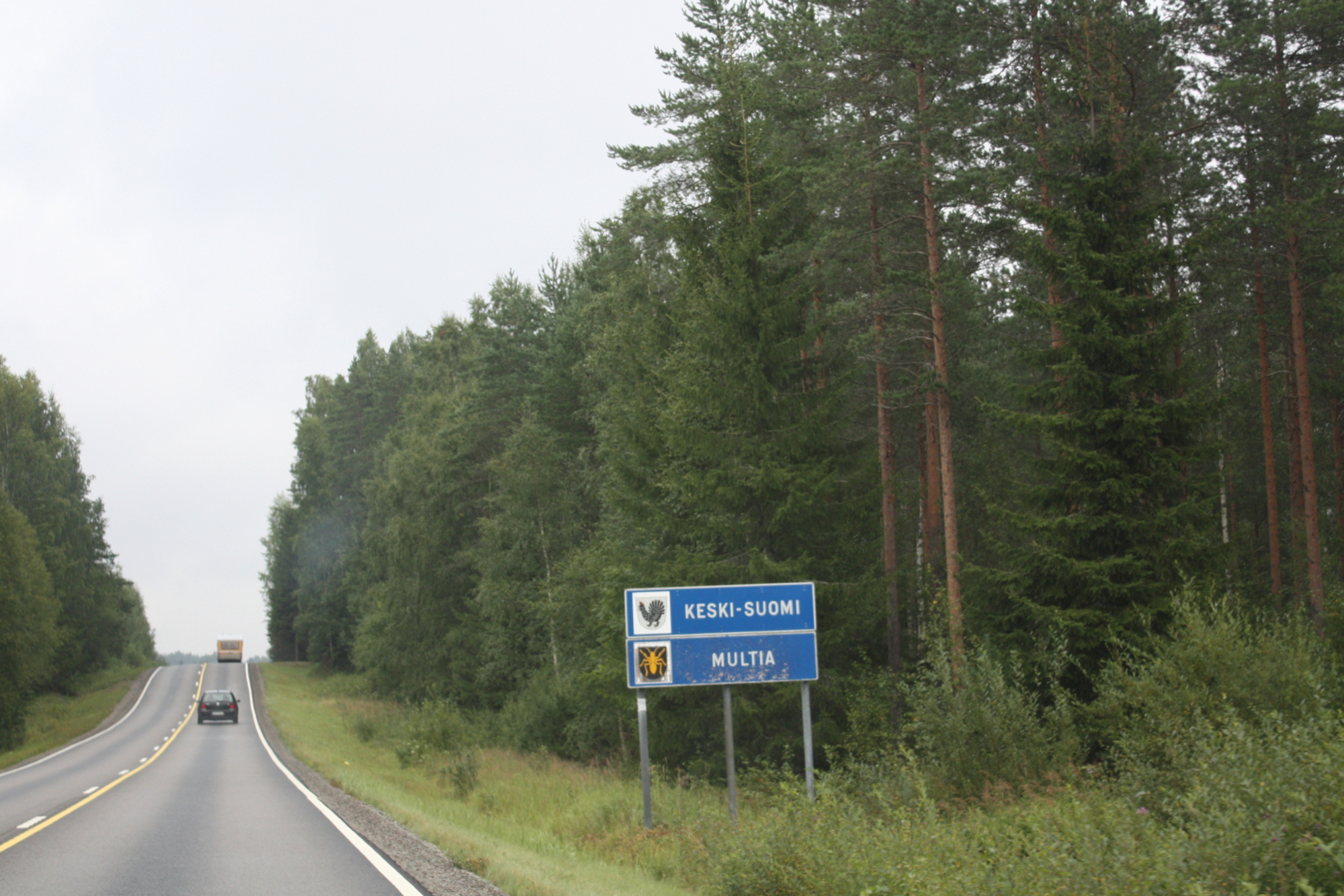
Die Straße in der Gemeinde Multia

Die Staatsstraße 18 verläuft von Vaasa bis Laihia gemeinsam mit der Staatsstraße 3 (zugleich Europastraße 12). Sie führt dann in generell östlicher Richtung weiter über Seinäjoki, Alavus, Ähtäri, Multia nach Petäjävesi. Dort trifft sie auf die Staatsstraße 23, mit der sie gemeinsam nach Jyväskylä verläuft. Dort endet sie an der Staatsstraße 4 (zugleich Europastraße 75).